# Florestan Fernandes
Pour les articles homonymes, voir Fernandes.
 (avril 2008).
 (avril 2008).
Si vous disposez d'ouvrages ou d'articles de référence ou si vous connaissez des sites web de qualité traitant du thème abordé ici, merci de compléter l'article en donnant les références utiles à sa vérifiabilité et en les liant à la section « Notes et références ».
Florestan Fernandes, né le 22 juillet 1920 à São Paulo au Brésil et mort le 10 août 1995, est un sociologue et homme politique brésilien.

## Biographie

### Enfance difficile
Florestan Fernandes est né dans une famille pauvre du Brésil, dans un quartier périphérique de São Paulo. Sa mère, Dona Maria Fernandes, est une blanchisseuse portugaise, analphabète. Sa marraine, la patronne de sa mère, a l'habitude de l'appeler Vicente, parce qu'elle juge que Florestan n'est pas un nom approprié à un enfant pauvre.
Pour aider sa famille, Florestan commence à travailler dès l'âge de six ans : cireur de chaussures, aide charpentier, aide coiffeur, couturier et employé de bar.
Son travail l'oblige à s'y consacrer à plein temps. À l'âge de neuf ans, il arrête d'étudier en troisième année du cours primaire. À dix-sept ans, il intègre l'ancien cours de maturation (actuel enseignement supplétif, comparable à l'école de la deuxième chance en France) sur l'insistance des clients du bar Bidu, de la rue Líbero Badaró, où il travaille comme cuisinier.
En 1941, il est vendeur de produits pharmaceutiques ; il intègre la faculté de philosophie, de sciences et de lettres (FFCL) de l'Université de São Paulo (USP). De cette période, il a dit que Vicente commençait à mourir et que Florestan venait au monde.
Il obtient sa licence en 1943, année où le journal O Estado de S. Paulo publie son premier article. En 1944, il se marie avec Myriam Rodrigues Fernandes, avec qui il a six fils. 
Cette année-là, il devient assistant du professeur Fernando de Azevedo, titulaire de la chaire de sociologie II. Il obtient sa maîtrise à l'école de sociologie et de politique de São Paulo en 1947 avec son mémoire L'organisation sociale des Tupinambas ; il termine son doctorat à la FFCL en 1951 avec sa thèse La fonction sociale de la guerre dans la société tupinamba, sous la direction du professeur Fernando de Azevedo.
Dans les mémoires qu'il a soutenus, Florestan étudie la structure de la tribu des Tupinambas, déjà disparue à l'époque, par l'intermédiaire de documents de voyageurs. Son doctorat terminé, Florestan obtient un poste de livre-docência (pt) à l'USP, en Sociologie I, et devient par la suite titulaire d'une chaire (son poste équivalant à celui d'un professeur actuel, mais dans une structure à la hiérarchie plus rigide).

### Persécution de la dictature militaire au Brésil
À cause de son engagement à l'université, il est persécuté par la dictature militaire (les années de plomb) au Brésil, et son poste est supprimé sur la base de l'acte institutionnel numéro 5 (AI-5). Il s'exile en 1969 au Canada, où il assume la charge de professeur de sociologie à l'Université de Toronto.

### Mort
Il meurt à São Paulo, à l'âge de 75 ans, victime d'embolie gazeuse massive (présence d'air dans le sang), six ans après une greffe de foie. Il faisait alors une révision des notes de son dernier livre, La contestation nécessaire - portraits intellectuels de non - conformistes et révolutionnaires, une collection de biographies d'amis et héros.

## Militantisme politique
Élu député fédéral deux fois par le parti des travailleurs, il conserve une cohérence entre ses idées et son œuvre, et se fait remarquer dans la défense de l'école publique et le projet de loi de directives et bases de l'éducation. Sa critique du gouvernement militaire le rapproche des mouvements sociaux et des organisations politiques de gauche dans la lutte pour l'éducation publique.

## Une révolution de la sociologie brésilienne
À l'université, Florestan inaugure une nouvelle phase de sa vie. Engagé dans les études et la réflexion sur la société, il approfondit les idées de Émile Durkheim et de beaucoup de penseurs de la sociologie positiviste. En tant qu'intellectuel organique, il introduit dans le milieu académique un nouveau profil intellectuel, se responsabilisant et s'engageant dans les problèmes de la réalité sociale brésilienne. Surtout, il s'investit dans le militantisme au profit des personnes les moins favorisées.
Dans les années 1940, Florestan participe à un groupe marxiste ; il se lance dans l'étude de Karl Marx qui l'influence grandement, principalement sur la dialectique, car cela l'aide à mieux comprendre la domination de la société bourgeoise et ses méthodes appliquées dans la réalité sociale.
Alliant rigueur méthodologique et recherche empirique, Florestan Fernandes fonde la sociologie critique au Brésil ; il inaugure une nouvelle manière de penser la réalité sociale. Pour Florestan, la pensée se pense tout le temps, car la réflexion critique doit être sous la pensée et le pensé.
Le professeur Florestan critique la pédagogie traditionnelle et condamne la posture des éducateurs loin du processus social ; il pense que ceux-ci doivent être engagés dans le projet de transformation sociale. Il s'affirme le défenseur permanent de l'école publique, faisant de l'éducation un des thèmes centraux de sa vie. Pour lui, il ne peut pas exister d'État ou de société démocratique sans une éducation démocratique via une école publique et gratuite.
En bon marxiste, il défend une éducation attachée à la pensée socialiste. Pour lui, la classe ouvrière est la principale force révolutionnaire et ses membres doivent être préparés, informés et conscients de leur rôle. Cela doit être de la responsabilité de l'éducation. Pour lui, l'éducation est un facteur de changement social.
Les différents visages que propose le professeur Florestan Fernandes dans l'éducation sont ceux de professeur, de scientifique et de militant ; il les conservera dans ses autres pratiques, et montrera sa cohérence intellectuelle dans toutes les trajectoires de sa vie.

## Campagne de défense de l'école publique
Beaucoup d'éducateurs sont déjà engagés dans la discussion et dans la création d'un projet qui, à travers l'État Éducateur, privilégie l'éducation scolarisée, et en rend l'accès et la présence chaque fois plus grands dans les classes les plus petites.
Simultanément, l'approbation de la loi de directives de l'éducation nationale est en cours, avec l'appui des élites, et cela, est en contradiction avec ces propositions. C'est dans ce contexte qu'est née la campagne de défense de l'école publique.
En signe d'indignation, plusieurs éducateurs de São Paulo se sont réunis et ont réalisé la première convention étatique pour la défense de l'école publique. De là, est sortie une grande mobilisation, point de départ de la campagne.
Cette campagne est parvenue à faire se rencontrer divers intellectuels, sur plusieurs sujets de société. Dans le milieu intellectuel, se sont unis différents courants de pensée sur l'éducation : les libéraux idéalistes, les libéraux pragmatiques et les socialistes, Florestan faisant partie de ce dernier courant, tout comme Darcy Ribeiro et Fernando Henrique Cardoso.

## La loi de directives et bases - LDB
L'éducation apparait au professeur Florestan comme un thème de grande importance ; son action pour la défendre s'est avérée mémorable. Au-delà, on peut noter son activité à l'assemblée constituante et dans le processus de construction de la LDB.

## Florestan Fernandes contre Darcy Ribeiro
Dans le processus de constitution de la loi de directives et bases de l'éducation, Florestan Fernandes est très déçu par son ami, Darcy Ribeiro, qui l'avait accompagné longtemps dans la défense de l'éducation.
La plus grande attaque injustifiée de Darcy envers Florestan est dans cette citation : « Florestan ne s'inquiète pas du million d'élèves du prolétariat étudiant, qui paient cher pour étudier la nuit, dans de mauvaises écoles, créées pour faire des profits d'entreprise, les trompant. Il les abandonne à leur sort ».
Florestan a toujours lutté pour les moins favorisés, a mobilisé différents milieux pour la construction d'un projet démocratique, a tenté d'inclure dans les lois des mesures en faveur de l'éducation populaire, a rencontré de multiples résistances dans les commissions, se sent trahi par son ami.
Darcy considère également que le projet de la chambre consolide le système actuel d'enseignement et contribue à maintenir le Brésil comme un « [...] pays qui offre à son peuple la pire éducation ».
Ce conflit entre Florestan Fernandes et Darcy Ribeiro occupera beaucoup d'espace dans les médias, et persistera presque jusqu'aux derniers jours de la vie du professeur.
Florestan Fernandes restera professeur toute sa vie, malgré des hospitalisations dans les dernières années. Le sociologue n'a pas abandonné le ton professoral et intellectuel qui le caractérise.
Florestan est un des grands professeurs et sociologues brésiliens, l'un des plus grands responsables de la consolidation de la pensée scientifique dans l'étude des thèmes sociaux au Brésil.

## Œuvres principales
Florestan commence à écrire à la fin des années 1940 et, au long de sa vie, il publie plus de cinquante livres et des centaines d'articles. Ses principales œuvres sont :
- Organização social dos tupinambá (1949);
- A função social da guerra na sociedade tupinambá (1952);

(Deux œuvres sont indispensables pour la connaissance des sociétés indigènes du Brésil)
- A etnologia e a sociologia no Brasil (1958);

(Compte rendu et questionnements sur la production des sciences sociales au Brésil jusqu'aux années 1950)
- Fundamentos empíricos da explicação sociológica (1959);

(Un des classiques de la sociologie de Florestan, de type essentiellement épistémologique)
- Mudanças sociais no Brasil (1960);

(Panorama de son travail par Florestan et un portrait du Brésil)
- Folclore e mudança social na cidade de São Paulo (1961);

(Cette œuvre réunit le travail et les recherches des années où Florestan était élève de Roger Bastide à l'USP, et est consacrée à plusieurs manifestations de culture populaire pour les enfants de la ville de São Paulo)
- A integração do negro na sociedade de classes (1964);

(Etude des relations raciales au Brésil)
- Sociedade de classes e subdesenvolvimento (1968);
- A investigação etnológica no Brasil e outros ensaios (1975);

(Réédition d'articles publiés dans des revues scientifiques et consacrés la production récente de l'anthropologie brésilienne)
- A revolução burguesa no Brasil (1975)

(Oeuvres centrales pour la compréhension du Brésil qui a suivi la chute du régime colonial).

## Contributions à la sociologie brésilienne
Selon Octavio Ianni (en), les contributions de Florestan à la sociologie brésilienne ont leur origine dans les cinq sources suivantes :
- la sociologie classique et moderne avec un dialogue continu, ouvert et critique qui se développe avec les principaux sociologues qui présentent une contribution à la recherche et à l'interprétation de la réalité sociale ;
- la pensée marxiste et le dialogue croissant avec les œuvres de Karl Marx, Friedrich Engels, Vladimir Ilitch Lénine, Léon Trotsky et Antonio Gramsci, entre autres, qui ont incorporé progressivement la pensée dialectique, présente clairement tant dans le choix des thèmes que dans le traitement qui en est fait. Elle crée ainsi des défis pour les mouvements sociaux et les partis politiques qui sont liés aux luttes de groupes et de classes populaires ;
- Le courant plus critique de pensée brésilienne, en différents moments, qui se manifeste sous la forme d'un dialogue, explicite ou implicite, avec Euclides da Cunha, Lima Barreto, Manoel Bonfim (de), Astrojildo Pereira, Graciliano Ramos, Caio Prado Júnior et d'autres personnalités des sciences sociales et écrivains dont certains du XIXe siècle. Sur différents écrits, on peut voir des suggestions, défis ou thèmes suscités par l'œuvre de ces auteurs, composant une sorte de famille intellectuelle fondamentale et très caractéristique de la pensée brésilienne. Ils prennent en compte les luttes des plus divers secteurs populaires du passé et du présent de la société brésilienne. Ils aident à comprendre certaines dimensions basiques des conditions d'existence, de vie et de travail des Indiens, indigènes, esclaves, colons, seringueiros, passés et présents ;
- les défis de son époque, en commençant par les années 1940. Les transformations en cours dans la société en termes d'urbanisation, industrialisation, migration humaine, émergence de mouvements sociaux et de partis politiques, gouvernements et régimes politiques, sans oublier les influences externes, ont créé et recréé des défis pratiques et théoriques pour beaucoup ;
- les groupes et classes sociales qui forment la plus grande partie du peuple, révélant un panorama social et historique plus large que celui qui apparaît dans la pensée produite selon la perspective des groupes et classes dominantes. C'est le Noir, esclave et libre, travailleur manuel, dans le labour et l'industrie, qui révèle un horizon inespéré, ample. Au côté de l'Indien, l'immigrant, le colon, le camarade, journalier et autre, la présence du noir dans l'histoire sociale du Brésil ouvre des perspectives fondamentales pour la construction du point de vue critique dans la sociologie, les sciences sociales et autres courants de pensée brésiliens.

Au-delà de ces cinq sources principales de la sociologie critique fondée par Florestan, Ianni dénombre d'autres inspirations : le militantisme politique, la réflexion sur la responsabilité éthique et politique du sociologue, le rapprochement avec une pensée latino-américaine, où l'on peut citer les noms de José Martí, José Carlos Mariátegui et Che Guevara et d'autres. Synthétisant les bases de la sociologie créée par Florestan Fernandes au Brésil, la sociologie critique se caractérise par une façon de penser la réalité sociale à partir des racines.
Dans les années 1950, Florestan revient à la question du racisme, en un travail pionnier, où il a émis de sérieux doutes sur le mythe de la démocratie raciale au Brésil, et a donné place à l'étude de la démocratie sous une forme plus large. Dans un article de 1977, publié dans le journal O Globo, le sociologue affirme qu'au Brésil, « il n'existe même pas de démocratie pour les blancs qui ont du pouvoir, imaginez pour les noirs et les métisses ».

## L'éducation pour le professeur Florestan
António Cândido, intellectuel, ami de Florestan pendant plus de cinquante ans, dégage trois périodes dans la pensée du professeur Florestan Fernandes : « Il y avait un Florestan des années 1940, un Florestan des années 1950 et un Florestan des années 1960 à partir duquel la synthèse était déjà faite. Le Florestan des années 1940 est celui de la construction du savoir, qui, en construisant le sien, a construit la possibilité de savoir pour les autres. Le Florestan des années 1950 est celui qui a commencé à se passionner pour les explications du savoir du monde parce que, ayant déjà les instruments en main, il s'évertue à les appliquer pour comprendre les problèmes du monde. Le troisième moment est celui du Florestan qui, ayant appliqué le savoir à la compréhension du monde, l'a transformé en une arme de combat. Naturellement, les trois étapes étaient mélangées, car il y avait toujours la troisième dans la première et la première dans la troisième. Je me réfère aux prédominances » (Candido, 1986, p. 33).
L'intellectuel militant, le professeur engagé et l'élu politique avec un mandat donné par le parti des travailleurs marquèrent l'histoire de ce grand éducateur.
De grandes idées de Florestan virent le jour vers 1969, en pleine dictature militaire, avec la transition de la phase académique/réformiste pour la politique révolutionnaire. Le processus de consolidation de la pensée révolutionnaire fut détruit par l'AI-5, qui a éloigné de nombreux intellectuels des universités, y compris Florestan, qui ne reconnut plus l'université comme un centre dynamique de transformations.
Son retour au parti des travailleurs s'est fait sur l'invitation du président du parti, Luiz Inácio Lula da Silva, à un moment de sa vie où son désenchantement envers l'université se faisait sentir.

## Conclusions
Florestan Fernandes : de cireur de chaussures à professeur d'université, 75 ans de vie consacrée à la lutte contre les inégalités sociales. 
Intellectuel organique, dans le sens défini par Gramsci, il fut un militant aguerri dans la défense de l'école publique de qualité, et exerçait une forte influence marxiste. Il attribuait un rôle important aux travailleurs à partir de la conscience de classe, incluait l'éducation comme thème de grande importance dans la construction et la consolidation d'un nouveau projet de société.
Sociologue formé en 1943, il obtint le titre de maître en 1947 et celui de docteur en 1951. Il a tenu un rôle dans plusieurs universités importantes du Brésil et d'autres pays, et a une place importante dans la sociologie brésilienne grâce à ses actions dans les différents champs des sciences sociales. Il a ouvert le chemin à la professionnalisation des sociologues, en défendant la participation et l'interférence des intellectuels dans les problèmes nationaux ; il a inauguré une nouvelle manière de penser la réalité sociale : par elle, il est devenu possible de réinterpréter la société et l'histoire, ainsi que la sociologie produite antérieurement.
Fondateur de la sociologie critique au Brésil, sa production intellectuelle est imprégnée de réflexions sur le questionnement de la réalité et la pensée synthétisée. Il a tenu tête à la dictature, la répression se propageant dans le milieu universitaire. Il a engagé les intellectuels dans les problèmes de la société brésilienne. Il dut quitter l'université et s'exiler au Canada, sur la base du AI-5, ne retournant au Brésil qu'après 1972.
Au Brésil, l'éducation représentant son projet de société, il participa intensément à la campagne de défense de l'école publique, à la création du forum de défense, au processus de construction de la LDB, défendant un projet de loi démocratique, et soutenu par de diverses entités sociales.
Dans ses dernières années de militantisme pour l'éducation, à l'occasion de la campagne de défense de l'école publique, il fut déçu par deux amis qui auparavant militaient avec lui, Fernando Henrique Cardoso et Darcy Ribeiro. Avec ce dernier, il eut de nombreuses polémiques, en public, jusqu'à l'approche des derniers jours de sa vie.
Ce grand intellectuel, sur l'invitation de Lula, commença sa vie politique dans le parti des travailleurs, conservant toujours sa cohérence, valorisant la diversité à l'intérieur du parti, mais restant comme il s'appelait lui-même « loup solitaire », admirant et respectant toutes les ailes du parti. 
Il fut élu au Parlement. Il y vécut les tensions du moment de transition par lequel passait le Brésil. Au Parlement, il s'est attaché à défendre la cause des moins favorisés, sans jamais abandonner son engagement pour l'éducation, jouant un rôle important dans l'élaboration de la constitution de 1988. Il croyait que la constitution pourrait corriger les inégalités observées dans le projet éducatif de la société.
Lors de sa participation à la constitution, avec sa connaissance intime du Parlement, Florestan émit des critiques : pour lui, le Parlement servait à maintenir le conservatisme impérialiste ; il exacerbait les tensions entre le passé autoritaire et les perspectives futures; la constitution de 88, selon lui, était un processus inachevé, car la société qu'elle a engendrée a placé la constitution d'un côté, et les organisations populaires de l'autre.
Le sociologue et professeur, politicien engagé dans la lutte contre les inégalités, dans la défense de l'éducation publique, du socialisme, de la démocratie et de la solidarité entre la classe des travailleurs et entre les peuples latino-américains firent de Florestan Fernandes un des grands hommes de son temps, cohérent, rêveur et engagé en faveur de sa classe sociale d'origine.
La bibliothèque communautaire de l'université fédérale de São Carlos possède un amphithéâtre nommé Florestan Fernandes en son hommage. La bibliothèque possède une salle réservée à la lecture des œuvres de Florestan.